# Boujailles
Boujailles és un municipi francès situat al departament del Doubs i a la regió de Borgonya - Franc Comtat. L'any 2007 tenia 416 habitants.

## Demografia

### Població
El 2007 la població de fet de Boujailles era de 416 persones. Hi havia 148 famílies de les quals 40 eren unipersonals (4 homes vivint sols i 36 dones vivint soles), 44 parelles sense fills, 60 parelles amb fills i 4 famílies monoparentals amb fills.
La població ha evolucionat segons el següent gràfic:
Habitants censats

### Habitatges
El 2007 hi havia 198 habitatges, 158 eren l'habitatge principal de la família, 20 eren segones residències i 20 estaven desocupats. 160 eren cases i 37 eren apartaments. Dels 158 habitatges principals, 129 estaven ocupats pels seus propietaris, 25 estaven llogats i ocupats pels llogaters i 4 estaven cedits a títol gratuït; 5 tenien dues cambres, 20 en tenien tres, 28 en tenien quatre i 105 en tenien cinc o més. 141 habitatges disposaven pel capbaix d'una plaça de pàrquing. A 61 habitatges hi havia un automòbil i a 79 n'hi havia dos o més.

### Piràmide de població
La piràmide de població per edats i sexe el 2009 era:
| Homes | Edats   | Dones |
| ----- | ------- | ----- |
| 0     | 95 o +  | 0     |
| 4     | 90 a 94 | 0     |
| 0     | 85 a 89 | 0     |
| 4     | 80 a 84 | 0     |
| 8     | 75 a 79 | 16    |
| 4     | 70 a 74 | 12    |
| 8     | 65 a 69 | 4     |
| 16    | 60 a 64 | 8     |
| 12    | 55 a 59 | 16    |
| 8     | 50 a 54 | 28    |
| 12    | 45 a 49 | 12    |
| 12    | 40 a 44 | 16    |
| 12    | 35 a 39 | 8     |
| 12    | 30 a 34 | 8     |
| 12    | 25 a 29 | 16    |
| 12    | 20 a 24 | 4     |
| 8     | 15 a 19 | 4     |
| 16    | 10 a 14 | 12    |
| 20    | 5 a 9   | 20    |
| 12    | 0 a 4   | 0     |

## Economia
El 2007 la població en edat de treballar era de 231 persones, 166 eren actives i 65 eren inactives. De les 166 persones actives 160 estaven ocupades (86 homes i 74 dones) i 6 estaven aturades (3 homes i 3 dones). De les 65 persones inactives 30 estaven jubilades, 20 estaven estudiant i 15 estaven classificades com a «altres inactius».

### Ingressos
El 2009 a Boujailles hi havia 161 unitats fiscals que integraven 421 persones, la mediana anual d'ingressos fiscals per persona era de 15.350 €.

### Activitats econòmiques
Dels 9 establiments que hi havia el 2007, 1 era d'una empresa alimentària, 5 d'empreses de construcció, 1 d'una empresa de transport, 1 d'una empresa immobiliària i 1 d'una empresa de serveis.
Dels 6 establiments de servei als particulars que hi havia el 2009, 1 era una oficina de correu, 1 guixaire pintor, 2 fusteries, 1 lampisteria i 1 electricista.
L'any 2000 a Boujailles hi havia 24 explotacions agrícoles que ocupaven un total de 1.350 hectàrees.

## Equipaments sanitaris i escolars
El 2009 hi havia una escola elemental.

## Poblacions més properes
El següent diagrama mostra les poblacions més properes.